# Mistrovství světa v ledním hokeji 2013 (Divize III)
Mistrovství světa v ledním hokeji 2013 (Divize III) se hrálo v Kapském Městě v JAR od 15. do 21. dubna 2013. Byla také sehrána kvalifikace o divizi 3, která se hrála od 14. do 17. října 2012 v Abú Zabí ve Spojených arabských emirátech.

## Účastníci

### Divize 3
| Tým           | Kvalifikace                                          |
| ------------- | ---------------------------------------------------- |
| JAR           | Pořadatel, 6. místo v Divizi II - Skupina B a sestup |
| Severní Korea | 2. místo v Divizi III                                |
| Lucembursko   | 3. místo v Divizi III                                |
| Irsko         | 4. místo v Divizi III                                |

### Kvalifikace o divizi 3
| Tým                     | Kvalifikace                           |
| ----------------------- | ------------------------------------- |
| Řecko                   | 5. místo v Divizi III                 |
| Mongolsko               | 6. místo v Divizi III                 |
| Spojené arabské emiráty | První účast po několikaleté přestávce |
| Gruzie                  | První účast v historii                |

## Kvalifikace o divizi 3
|  | Dva týmy postupující do divize III 2013 |

| P | Tým                     | Z | V | VP | PP | P | GV | GI | +/- | B |
| - | ----------------------- | - | - | -- | -- | - | -- | -- | --- | - |
| 1 | Spojené arabské emiráty | 3 | 3 | 0  | 0  | 0 | 14 | 3  | +11 | 9 |
| 2 | Řecko                   | 3 | 2 | 0  | 0  | 1 | 18 | 4  | +14 | 6 |
| 3 | Mongolsko               | 3 | 1 | 0  | 0  | 2 | 10 | 8  | +2  | 3 |
| 4 | Gruzie                  | 3 | 0 | 0  | 0  | 3 | 1  | 28 | -27 | 0 |

| Datum      | Tým                     | Výsledek                    | Tým                     |
| ---------- | ----------------------- | --------------------------- | ----------------------- |
| 14.10.2012 | Mongolsko               | 6:0 (1:0, 2:0, 3:0) Report  | Gruzie                  |
| 14.10.2012 | Spojené arabské emiráty | 2:0 (1:0, 1:0, 0:0) Report  | Řecko                   |
| 15.10.2012 | Řecko                   | 13:0 (4:0, 7:0, 2:0) Report | Gruzie                  |
| 15.10.2012 | Mongolsko               | 2:3 (0:1, 1:2, 1:0) Report  | Spojené arabské emiráty |
| 17.10.2012 | Řecko                   | 5:2 (1:1, 1:1, 3:0) Report  | Mongolsko               |
| 17.10.2012 | Gruzie                  | 1:9 (1:1, 0:4, 0:4) Report  | Spojené arabské emiráty |

## Divize 3
|  | Jeden tým postupující do skupiny B divize II |

| P | Tým                     | Z | V | VP | PP | P | GV | GI | +/- | B  |
| - | ----------------------- | - | - | -- | -- | - | -- | -- | --- | -- |
| 1 | JAR                     | 5 | 5 | 0  | 0  | 0 | 39 | 8  | +31 | 15 |
| 2 | Severní Korea           | 5 | 4 | 0  | 0  | 1 | 20 | 11 | +9  | 12 |
| 3 | Lucembursko             | 5 | 3 | 0  | 0  | 2 | 20 | 13 | +7  | 9  |
| 4 | Irsko                   | 5 | 2 | 0  | 0  | 3 | 18 | 20 | −2  | 6  |
| 5 | Řecko                   | 5 | 1 | 0  | 0  | 4 | 11 | 27 | −16 | 3  |
| 6 | Spojené arabské emiráty | 5 | 0 | 0  | 0  | 5 | 10 | 39 | −29 | 0  |

| Datum      | Tým                     | Výsledek                    | Tým                     |
| ---------- | ----------------------- | --------------------------- | ----------------------- |
| 15.04.2013 | Severní Korea           | 5:3 (3:1, 1:1, 1:1) Report  | Spojené arabské emiráty |
| 15.04.2013 | Řecko                   | 3:6 (1:1, 1:1, 1:4) Report  | Irsko                   |
| 15.04.2013 | Lucembursko             | 2:5 (0:0, 2:3, 0:2) Report  | JAR                     |
| 16.04.2013 | Spojené arabské emiráty | 3:4 (2:1, 0:3, 1:0) Report  | Řecko                   |
| 16.04.2013 | Severní Korea           | 5:2 (2:0, 3:0, 0:2) Report  | Lucembursko             |
| 16.04.2013 | JAR                     | 7:4 (1:0, 3:2, 3:2) Report  | Irsko                   |
| 18.04.2013 | Lucembursko             | 5:0 (0:0, 2:0, 3:0) Report  | Irsko                   |
| 18.04.2013 | Severní Korea           | 7:1 (1:1, 2:0, 5:0) Report  | Řecko                   |
| 18.04.2013 | JAR                     | 15:0 (7:0, 4:0, 4:0) Report | Spojené arabské emiráty |
| 19.04.2013 | Irsko                   | 1:2 (0:0, 0:1, 1:1) Report  | Severní Korea           |
| 19.04.2013 | Spojené arabské emiráty | 1:8 (0:4, 0:3, 1:1) Report  | Lucembursko             |
| 19.04.2013 | Řecko                   | 1:8 (0:2, 0:5, 1:1) Report  | JAR                     |
| 21.04.2013 | Lucembursko             | 3:2 (2:0, 0:1, 1:1) Report  | Řecko                   |
| 21.04.2013 | Irsko                   | 7:3 (3:1, 2:0, 2:2) Report  | Spojené arabské emiráty |
| 21.04.2013 | JAR                     | 4:1 (1:0, 1:0, 2:1) Report  | Severní Korea           |